# يوسفاني فيتيا
يوسفاني فيتيا (مواليد 12 مارس 1992) هو ملاكم كوبي، مثّل بلاده في الألعاب الأولمبية الصيفية 2012.

## روابط خارجية
يوسفاني فيتيا على موقع اللجنة الأولمبية الدولية (الإنجليزية)
- يوسفاني فيتيا على موقع أوليمبيديا (الإنجليزية)